# Bárdi Teréz
Bárdi Teréz (születési neve: Braun Dincsi) (Kolozsvár, 1908. június 24. – Kolozsvár, 1987. július 8.) színésznő.

## Életpályája
1927-ben a debreceni színházban kezdte a pályáját, ahol 1930-ig volt látható. 1930–1935 között Kolozsváron és Nagyváradon játszott. 1935–1937 között Szatmáron szerepelt. 1937–1939 között Szeged következett. 1939–1940 között Marosvásárhelyen lépett fel; a zsidótörvények miatt elvesztette állását. 1941–1942 között a kolozsvári Zsidó Színház tagja volt. 1948–1967 között a nagyváradi színháznál volt szerződésben. 1967-ben nyugdíjba vonult. 1972-ben Izraelben magyar nyelvű előadásokon vendégként lépett fel.
Hosszú pályája során a naiv szerepektől eljutott az anya szerepéig.

## Színnházi szerepei
- Ibsen: Peer Gynt – Solvejg
- William Shakespeare: Hamlet – Ophélia
- William Shakespeare: A velencei kalmár – Jessica
- Barta Lajos: Szerelem – Szalayné
- Schiller: Ármány és szerelem – Millerné
- Szirmai Albert: Mágnás Miska – Nagymama
- Miller: A salemi boszorkányok – Mrs. Ann Putnam